# Octave Pirmez
Octave Pirmez (Châtelineau, 1832 - Acoz, mayo de 1883) fue un escritor belga.

## Biografía
Pertenecía a una familia belga bien conocida, y su primo, Edouard Pirmez, fue distinguido por sus obras sobre temas políticos y literarios. Vivió una existencia sin acontecimientos señalados en su château de Acoz, en la provincia de Henao, donde falleció.

## Obra
Pirmez es una especie de Henri-Frédéric Amiel menos mimado por la metafísica alemana pero igualmente víctima del aislamiento, autor de un famoso Días de soledad, documento sobre la desgracia de ser poeta en un país que no tiene el privilegio de comprender la poesía en plena expansión industrial. Fue un ardiente admirador de los románticos franceses. Su obra ha sido revalorizada por Georges Rodenbach. Entre sus obras destacan
- Les Feuillees: pensées et maximes (1862)
- Victor Hugo (1863)
- Jours de solitude (1869)
- Remo
- Souvenirs d'un frère (1880)
- Heures de philosophie (1881)
- (póstumos) Lettres à José (1884).

Estos libros forman una historia de su vida emocional, y revelan una extrema melancolía.
Véase Vie et correspondance d'Octave Pirmez (en francés, 1888), por Adolphe Siret y José de Coppin.